# Uenanthracus
Uenanthracus is een geslacht van kevers uit de familie van de loopkevers (Carabidae). De wetenschappelijke naam van het geslacht is voor het eerst geldig gepubliceerd in 1994 door Kasahara.

## Soorten
Het geslacht Uenanthracus is monotypisch en omvat slechts de volgende soort:
- Uenanthracus perigonoides Kasahara, 1994